# Adil Arslan
Adil Arslan (* 1962 in der Türkei) ist Interpret und Lehrer der Musik Anatoliens in Berlin. Der virtuose Saz-Spieler gründete Ende der 1990er Jahre die Deutsch-Türkische Musikakademie für traditionelle türkische Musik, Gesang und Tanz. An seinem Instrument wirkte Arslan zudem an zahllosen CD- und LP-Musikproduktionen mit, veröffentlichte aber auch Soloalben als Sänger und gab als Komponist Notenbücher heraus.

## Leben
Arslan gelangte 1979 aus einem vorwiegend alevitischen Dorf Ostanatoliens nach West-Deutschland. Der Autodidakt auf der Langhalslaute, der später auch bei namhaften Meistern wie Nida Tüfekci und Ali Ekber Cicek gelernt hat, unterrichtete bald zahlreiche Berliner Kinder türkischer Eltern auf der Baglama. Tätigkeiten in Berliner Musikschulen und wesentliche Beteiligung an der Organisation von Großkonzerten Arif Sağs, Musa Eroğlus und Zülfü Livanelis in Berlin machten ihn in der Berliner Migrantenszene früh bekannt. Seine erste eigene Musikschule nannte er Orient Musikschule.
Gleichsam künstlerischer Leiter und Dozent der später von ihm gegründeten Deutsch-Türkischen Musikakademie, an der bisweilen auch bekannte Musiker wie Tahsin İncirci als Dozenten auftreten, betätigt sich der Langhalslautenvirtuouse zudem als Komponist und Sänger.
Arslans Technik auf der Baglama gilt als stilbildend. Aber besonders seine Zusammenarbeit mit Carlo Domeniconi und Musikern der Berliner Symphonie war innerhalb der bis dato eher im folkloristischen Bereich angesiedelte Bağlamaspielkunst etwas völlig Neues. In der Uraufführung des Berlinbul Concerto (1987), einem Doppelkonzert für Saz, Gitarre und Orchester Domeniconi in der Philharmonie wurde Arslan als Saz-Solist der Auftragskomposition des Berliner Senats zu den Feierlichkeiten von „750 Jahren Berlin“ erstmals auch von einem größeren deutschen Publikum beachtet.
Bis heute traten Arslan bzw. von ihm geleitete Gruppen noch bei zahlreichen weiteren offiziellen Anlässen Berlins auf, z. B. dem Karneval der Kulturen.
Solo-Alben Adil Arslans als Sänger und Instrumentalist trugen Titeln wie Bati dogu divani und Üryan und erschienen bei türkischen Plattenfirmen.

## Livaneli über Arslan
Der bekannte türkische Musiker und Schriftsteller Zülfü Livaneli schrieb am 15. Januar 1999 für die Homepage von Arslans gerade entstandener Akademie folgende Referenz:

„Adil Arslan kenne ich schon seit Jahren. Obwohl er in Berlin ansässig ist, so ist er doch mit seinem Herzen mit den Balladen Anatoliens verbunden geblieben. Seine künstlerische Tätigkeit begreift er nicht nur rein als solche, Viel wichtiger war und ist für ihn sein Anliegen, eine Brücke zwischen anatolischer und westlicher Musik zu schlagen. Seine unkonventionelle Tätigkeit auf diesem Gebiet führte zur Weiterentwicklung der authentischen Spielweise der Bağlama (Saz) und sogar, dass die Bağlama in einem klassischen Orchester eingesetzt wurde. Die Arbeit mit Carlo Domeniconi und Berliner Symphonie-Musikern auf diesen Gebiet gehört zu den ersten dieser Art.“

## Diskografie (Auswahl)
- Bati dogu divani (Solo-Album, nach Goethes West-östlicher Divan)
- Üryan (Solo-Album)
- Concerto di Berlinbul
- (Bağlama & Gitarre und Symphonie Orchester)